# Petasites pyrenaicus
Petasites pyrenaicus là một loài thực vật có hoa trong họ Cúc. Loài này được (L.) G.López miêu tả khoa học đầu tiên năm 1986.